# Coccodiplosis formosana
Coccodiplosis formosana är en tvåvingeart som först beskrevs av Ephraim Porter Felt 1926.  Coccodiplosis formosana ingår i släktet Coccodiplosis och familjen gallmyggor.
Artens utbredningsområde är Taiwan. Inga underarter finns listade i Catalogue of Life.